# Sauropsida
I sauropsidi (Sauropsida) sono un clado che riunisce i rettili e gli uccelli.

## Origine della suddivisione
Il termine, contrapposto a theropsidi, o Synapsida, coniato nel 1916 da E.S. Goodrich, definisce una divisione, ancora in itinere per diventare classe.

Il raggruppamento non è formale, ma è supportato a livello anatomico almeno per circolazione sanguigna e sistema nervoso centrale, nonché filetico, mentre parafiletico sarebbe il considerare i rettili, escludendo gli uccelli, una classe.
Sauropsida viene considerato talvolta come equivalente di reptilia, ma, generalmente, è considerato l'insieme di reptilia e aves.
Nel 2004, Benton,  propone una suddivisione, collocando il Taxa a livello di classe, escludendo gli uccelli ed escludendo i rettili con struttura cranica differente, questi ultimi destinati, nel periodo Carbonifero, ad evolvere verso i Mammiferi, ma la tassonomia del gruppo, su basi filogenetiche, rimane ancora dibattuta.
nel 2005, Vidal e Hedges con un articolo su Nature e su Comptes Rendus Biologies preparano già la rivoluzione per la riclassificazione dei rettili, sicuramente degli squamata, e forse anche degli uccelli.

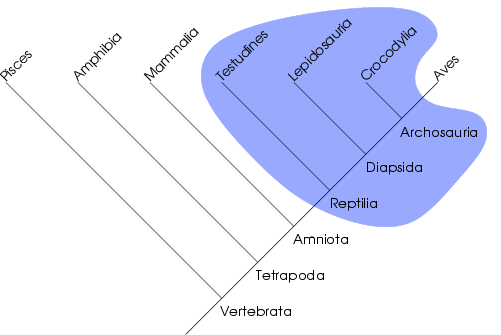
I rettili sarebbero un gruppo parafiletico, ma il gruppo diverrebbe monofiletico includendo gli Uccelli (Aves).

## Tassonomia
- Serie Amniota
  - Classe Synapsida
    - Ordine Pelycosauria*
    - Ordine Therapsida
      - Classe Mammalia (Mammiferi)

  - Classe Sauropsida
    - Sottoclasse Anapsida
      - Ordine Testudines (tartarughe)

    - Sottoclasse Diapsida
      - Ordine Araeoscelidia
      - Ordine Younginiformes
      - Famiglia Mosasauroidea
      - Infraclasse Ichthyosauria
      - Infraclasse Lepidosauromorpha
        - Superordine Sauropterygia
          - Ordine Placodontia
          - Ordine Nothosauroidea
          - Ordine Plesiosauria

        - Superordine Lepidosauria
          - Ordine Sphenodontida (tuatara)
          - Ordine Squamata (lucertole e serpenti)

      - Infraclasse Archosauromorpha
        - Ordine Prolacertiformes
        - Clado Archosauria
          - Clado Crurotarsi
            - Superordine Crocodylomorpha
              - Ordine Crocodylia (coccodrilli)

          - Clado Avemetatarsalia
            - Clado Ornithodira
              - Ordine Pterosauria
              - Superordine Dinosauria
                - Ordine Saurischia
                  - Clado Aves (Uccelli)

                - Ordine Ornithischia

## Filogenesi
```
  
Sauropsida

  |--
Anapsida

  |  |--
Mesosauridae
 (
Estinti
)
  |  `--
Parareptilia

  |     |--
Millerettidae
 (Estinti)
  |     |--
Bolosauridae
 (Estinti)
  |     `--
Procolophonomorpha

  |        |--
Procolophonia

  |        |  |--
Procolophonidae
 (Estinti)
  |        |  `--
Pareiasauridae
 (Estinti)
  |        `?-
Testudines
 (
tartarughe
)
  `--
Eureptilia

     |--
Captorhinidae
 (Estinti)
     `--
Romeriida

        |--
Protorothyrididae
 (Estinti)
        `--
Diapsida

           |--
Araeoscelidia
 (Estinti)
           |--
Avicephala
 (Estinti)
           `--
Neodiapsida

              |?-
Younginiformes
 (Estinti)
              `--+--
Lepidosauromorpha

                 |  |?-
Euryapsida

                 |  |  |?-
Sauropterygia
 (Estinti)
                 |  |  `?-
Ichthyopterygia
 (Estinti)
                 |  `--
Lepidosauriformes

                 |     `--
Lepidosauria

                 |        |--
Sphenodontida
 (inclusi 
Tuatara
)
                 |        `--
Squamata
 (inclusi 
Sauri
, 
Mosasauri
 e 
Ofidi
)
                 `--
Archosauromorpha

                    |?-
Choristodera
 (Estinti)
                    |--
Trilophosauridae
 (Estinti)
                    |--
Rhynchosauridae
 (Estinti)
                    |--
Prolacertiformes
 (Estinti)
                    `--
Archosauriformes

                       |--
Proterosuchidae
 (Estinti)
                       |?-
Erythrosuchidae
 (Estinti)
                       |--
Euparkeriidae
 (Estinti)
                       `--+--
Proterochampsidae

                          `--
Archosauria

                             |--
Crurotarsi
 (inclusi 
Coccodrilli
)
                             `--
Ornithodira

                                |--
Pterosauromorpha
 (Estinti)
                                `--
Dinosauromorpha
 (inclusi 
Dinosauri
, includenti 
Aves
 [Uccelli])
```